# Veronicastrum brunonianum
Veronicastrum brunonianum là một loài thực vật có hoa trong họ Mã đề. Loài này được (Benth.) D.Y. Hong miêu tả khoa học đầu tiên năm 1979.